# 칸디다증
칸디다증(Candidiasis)은 효모 칸디다(Candida) 속의 모든 종에 의해 신체 부위가 진균 감염되어 발생하는 증상 및 경과를 일컫는 의학 용어이다. 입에 감염될 경우 일부 국가에서는 일반적으로 칸디다증(thrush)이라고 한다. 징후와 증상으로는 혀나 입과 목의 다른 부위에 흰 반점이 있다.[3] 기타 증상으로는 통증과 삼키는데 문제가 있을 수 있다. 질에 감염될 경우 효모 감염(yeast infection) 또는 질염(vaginitis)이라고 한다. 안과학적 질환으로는 칸디다망막염이 있다.

## 같이 보기
- 칸디다

- 아구창
- 질효모감염증

## 참조 문헌
- 서울대학교병원 의학정보. 《칸디다증》. NAVER 건강백과.
- 한국표준질병·사인분류 제1권. 《칸디다증》. NAVER 건강백과.

## 참고 문헌
1. ↑  James, William D; Elston, Dirk M; Berger, Timothy G; Andrews, George Clinton;  외. (2006). 《Andrews' Diseases of the Skin: clinical Dermatology》. Saunders Elsevier. 308–311쪽. ISBN 978-0-7216-2921-6.